# Iskra (rejon buzułucki)
Iskra (ros. Искра) – osiedle w Rosji, w obwodzie orenburskim, w rejonie buzułuckim. W 2010 liczyło 869 mieszkańców.